# Abdelkrim Harouni
Abdelkrim Harouni (arabe : عبد الكريم الهاروني), né le 17 décembre 1960 à La Marsa, est un homme politique tunisien membre du mouvement islamiste Ennahdha.

## Biographie
Étudiant au lycée Carthage Présidence, il est diplômé de l'École nationale d'ingénieurs de Tunis. En 1990, Harouni écrit pour le journal Al Fajr (ar), la publication du mouvement Ennahdha. Il est arrêté en raison de son affiliation politique et condamné en 1992 à la prison à vie. Il est finalement libéré le 7 novembre 2007 après seize années passées derrière les barreaux, dont certaines en isolement, mais affirme continuer d'être harcelé par la police.
Harouni est aussi l'un des fondateurs de l'Union générale tunisienne des étudiants dont il est élu secrétaire général à deux reprises.
Après la révolution de 2011, il est élu membre de l'assemblée constituante le 23 octobre 2011 comme représentant de la première circonscription de Tunis. Le 24 décembre, il entre au gouvernement comme ministre du Transport, cédant son siège de constituant le 12 avril 2012.
Président du conseil de la choura, le parlement interne d'Ennahdha, Abdelkrim Harouni est arrêté et placé en garde à vue le 6 septembre 2023, plusieurs mois après l'arrestation du leader du parti, Rached Ghannouchi. Un chercheur du Carnegie Middle East Center (en) donne une analyse du contexte : « La stratégie de répression d'Ennahda est différente de celles des anciens régimes, car elle vise la direction et non la base. Le but n'est surtout pas d'éradiquer Ennahda, car cela n'a pas fonctionné, mais de le domestiquer en le vidant de son enracinement populaire et de sa dimension contestataire », analyse.